# Rata roquera australiana
La rata roquera australiana (Zyzomys argurus) és una espècie de mamífer rosegador de la família dels múrids. És endèmic d'Austràlia. El seu hàbitat natural són els afloraments rocosos amb diferents tipus de cobertura vegetal. És una espècie en risc mínim, és a dir, no sembla que hi hagi cap amenaça significativa per a la seva supervivència. El seu nom específic, argurus, significa ‘cua argentada’ en llatí.